# يوري كوزنيتسوف (لاعب هوكي الجليد)
يوري كوزنيتسوف (بالروسية: Юрий Кузнецов)‏ هو لاعب هوكي الجليد روسي، ولد في 31 يناير 1965 في موسكو في روسيا.

## وصلات خارجية
- يوري كوزنيتسوف على موقع EliteProspects.com (الإنجليزية)
- يوري كوزنيتسوف على موقع Eurohockey.com (الإنجليزية)
- يوري كوزنيتسوف على موقع HockeyDB.com (الإنجليزية)